# Kurmandschan Datka

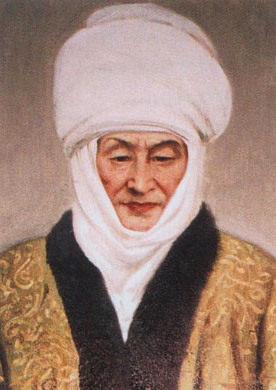
Kurmandschan Datka

Kurmandschan Datka (kirgisisch Курманжан Датка; * 1811; † 1. Februar 1907) ist eine kirgisische Nationalheldin, die für ihre Weisheit und ihren Mut verehrt wird. Sie war Herrscherin über die Alai-Gebiete im Süden Kirgisistans und wird daher manchmal auch Königin Südkirgisistans genannt.

## Leben
Kurmandschan wurde als Tochter einer Nomadenfamilie im Alaigebirge geboren. Wie damals üblich, wurde von ihren Eltern ein künftiger Ehemann für sie ausgesucht, den sie im Alter von 18 Jahren heiraten sollte. Kurmandschan brach mit dieser Tradition und floh, als sie ihrem zukünftigen Ehemann erstmals persönlich vorgestellt wurde. Auf ihrer Flucht schrieb sie einen Brief an den lokalen Machthaber Alimbek Datka, der sie aufnahm und im Jahr 1832 schließlich heiratete. Während ihrer Ehe nahm Kurmandschan Datka bereits Einfluss auf die Regierungsarbeit ihres Mannes. Dieser wurde 1862 ermordet und Kurmandschan übernahm seine Position. Es gelang ihr in den folgenden Jahren, ihr Territorium im Alai gegen äußere Feinde zu behaupten, sodass sie als mutige Herrscherin betrachtet wird. In dieser Zeit wurde ihr auch der Titel Datka (übersetzt: General, gerechter Anführer) verliehen.

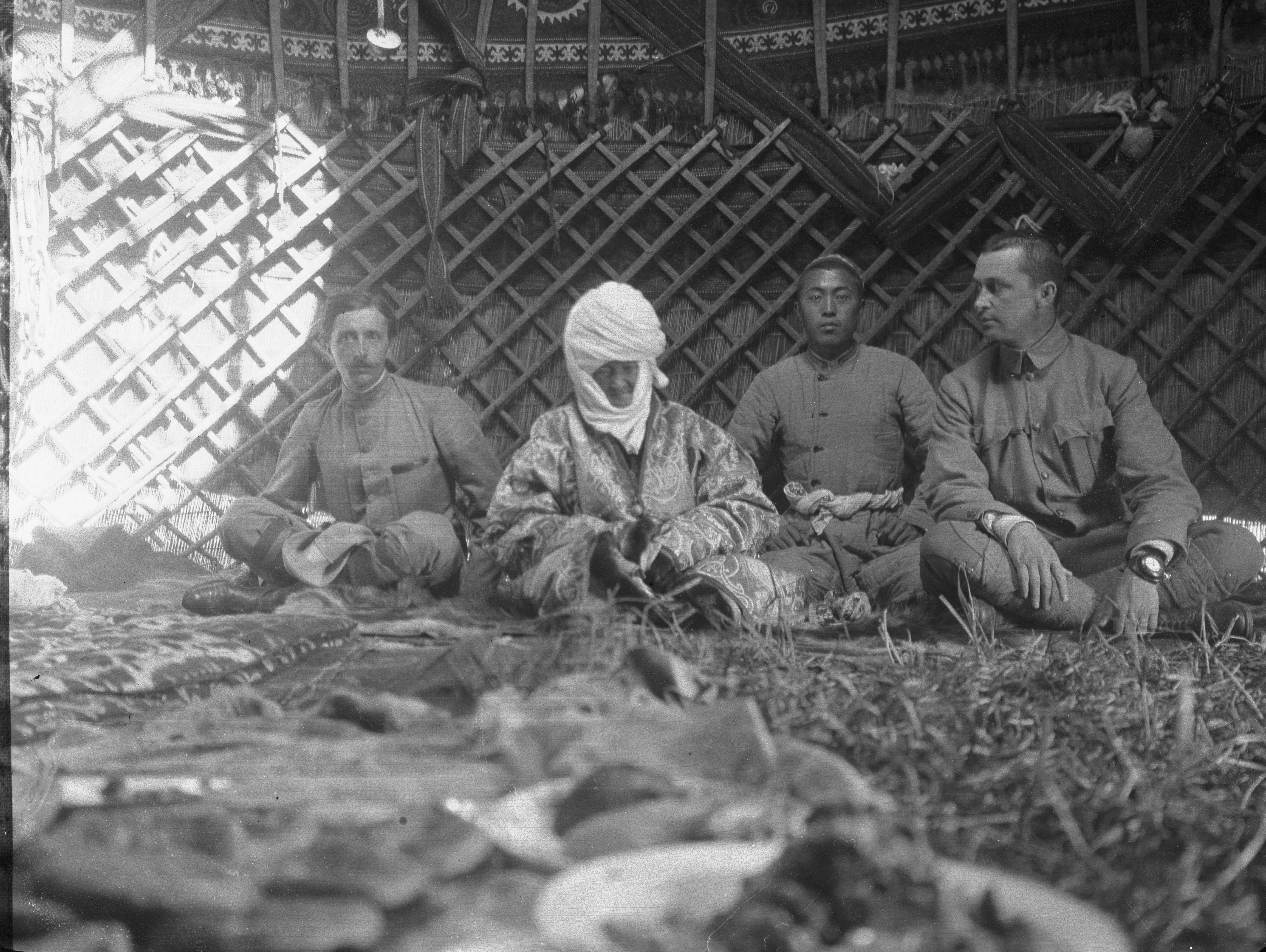
Aufnahme von 1906: Kurmandschan links Mitte, links außen Mannerheim

Bekanntheit erlangte Kurmandschan insbesondere für ihre Rolle während der schrittweisen Annexion des heutigen Kirgisistans durch das russische Zarenreich in den 1860er und 1870er Jahren. Kurmandschan nutzte ihre Autorität, um ihr Volk von einem aussichtslosen Kampf gegen die russischen Eindringlinge und Besatzer abzuhalten. Dies wird heute als weiser und diplomatischer Akt angesehen, der großes Leid und Zerstörung verhinderte. Nachdem ein russischer General einen ihrer Söhne gefangen genommen hatte und ihn wegen der Ermordung russischer Soldaten zum Tod verurteilt hatte, lehnte sie alle Versuche der Befreiung ihres Sohnes ab, da sie Schaden für ihr Land und dessen Leute befürchtete. Dieses Verhalten wird heute als Symbol für die Opferbereitschaft für die Entwicklung Kirgisistans betrachtet.
Nachdem sie sich bald darauf aus dem öffentlichen Leben zurückgezogen hatte, besuchte Carl Gustaf Emil Mannerheim, damals zaristischer Oberst, sie im Jahr 1906 in ihrem Dorf. Dabei entstand ein Foto, das Mannerheim und Kurmandschan zeigt. Kurmandschan Datka starb sechs Monate später.

## Ehrungen
In Gedenken an Kurmandschan Datka finden sich viele Denkmäler, und viele Straßen und Plätze in ganz Kirgisistan sind nach ihr benannt. Auch auf einer Banknote der kirgisischen Währung Som ist sie abgebildet.

## Verfilmung
Kurmandschan Datka als Nationalheldin und eine der berühmtesten Frauen der kirgisischen Geschichte steht im Zentrum einer der größten Spielfilmproduktionen des Landes: Unter dem Titel Kurmanjan Datka – Queen of the Mountains erschien 2014 ein Film über ihr Leben und Wirken.